# Scrupocellaria jullieni
Scrupocellaria jullieni är en mossdjursart. Scrupocellaria jullieni ingår i släktet Scrupocellaria och familjen Candidae. Inga underarter finns listade i Catalogue of Life.